# Přebor Jihomoravského kraje 2006/2007
V soubojích 47. ročníku Přeboru Jihomoravského kraje 2006/07 (jedna ze skupin 5. fotbalové ligy) se utkalo 16 týmů každý s každým dvoukolovým systémem podzim–jaro. Tento ročník začal v sobotu 12. srpna 2006 úvodními třemi zápasy 1. kola a skončil v neděli 17. června 2007 zbývajícími dvěma utkáními 27. kola (29. a 30. kolo bylo předehráno na podzim 2006, 28. kolo bylo předehráno na jaře 2007).

## Nové týmy v sezoně 2006/07
- Z Divize D 2005/06 sestoupilo do Jihomoravského krajského přeboru mužstvo 1. FC VMG Kyjov.
- Ze skupin I. A třídy Jihomoravského kraje 2005/06 postoupila mužstva FC Moravský Krumlov (vítěz skupiny A), FK APOS Blansko (2. místo ve skupině A) a TJ Sokol Dědice (vítěz skupiny B).[2]

## Nejlepší střelec
Nejlepším střelcem se stal David Šmehlík z Dědic, který vstřelil 27 branek.

## Konečná tabulka
Zdroj: 
| Poř. | Tým                     | Z  | V  | R  | P  | VG | OG | B  |
| ---- | ----------------------- | -- | -- | -- | -- | -- | -- | -- |
| 1.   | FK APOS Blansko (N)     | 30 | 21 | 8  | 1  | 83 | 22 | 71 |
| 2.   | TJ Sokol Dědice (N)     | 30 | 19 | 5  | 6  | 68 | 40 | 62 |
| 3.   | FC Sparta Brno          | 30 | 17 | 4  | 9  | 61 | 33 | 55 |
| 4.   | 1. FC VMG Kyjov (S)     | 30 | 14 | 7  | 9  | 54 | 40 | 49 |
| 5.   | FC Moravský Krumlov (N) | 30 | 14 | 5  | 11 | 48 | 42 | 47 |
| 6.   | Tatran Brno-Bohunice    | 30 | 12 | 10 | 8  | 51 | 40 | 46 |
| 7.   | FC Slovan Rosice        | 30 | 12 | 9  | 9  | 57 | 46 | 45 |
| 8.   | FC Veselí nad Moravou   | 30 | 12 | 8  | 10 | 53 | 49 | 44 |
| 9.   | SK Olympia Ráječko      | 30 | 11 | 5  | 14 | 41 | 46 | 38 |
| 10.  | FC Miroslav             | 30 | 8  | 11 | 11 | 47 | 55 | 35 |
| 11.  | FC CVM Mokrá-Horákov    | 30 | 10 | 5  | 15 | 41 | 65 | 35 |
| 12.  | FC Pálava Mikulov       | 30 | 10 | 5  | 15 | 42 | 39 | 35 |
| 13.  | FK Baník Ratíškovice    | 30 | 8  | 10 | 12 | 39 | 46 | 34 |
| 14.  | TJ Sokol Hrušky         | 30 | 8  | 7  | 15 | 38 | 55 | 31 |
| 15.  | TJ Sokol Hlohovec       | 30 | 6  | 6  | 18 | 28 | 55 | 24 |
| 16.  | SK FC Doubravník        | 30 | 4  | 3  | 23 | 15 | 93 | 15 |

Poznámky:
- Z = Odehrané zápasy; V = Vítězství; R = Remízy; P = Prohry; VG = Vstřelené góly; OG = Obdržené góly; B = Body; (S) = Mužstvo sestoupivší z vyšší soutěže; (N) = Mužstvo postoupivší z nižší soutěže (nováček)
- O pořadí na 10. až 12. místě rozhodla minitabulka vzájemných zápasů (Miroslav 7 bodů, Mokrá-Horákov 6 bodů, Mikulov 4 body).[2][4]

|  | Postup do Divize D 2007/08                                |
|  | Sestup do I. A třídy Jihomoravského kraje – sk. A 2007/08 |
|  | Sestup do I. A třídy Jihomoravského kraje – sk. B 2007/08 |